# Ханенко, Василий Александрович
Васи́лий Алекса́ндрович Хане́нко (24 июня (6 июля) 1878 — после 1917) — стародубский уездный предводитель дворянства, член IV Государственной думы от Черниговской губернии.

## Биография
Православный. Из потомственных дворян Черниговской губернии. Землевладелец Стародубского уезда (2480 десятин).
Окончил Черниговскую гимназию (1897) и юридический факультет Императорского Московского университета (1902).
По окончании университета поселился в своем имении Стародубского уезда, где занялся сельским хозяйством и общественной деятельностью. Избирался гласным Стародубского уездного и Черниговского губернского земских собраний (1904—1917), членом уездного училищного совета от стародубского земства, почетным мировым судьей (1905—1917) и Стародубским уездным предводителем дворянства (1905—1917). Кроме того, состоял почетным попечителем Стародубской мужской гимназии.
На выборах в IV Государственную думу состоял выборщиком по Стародубскому уезду от съезда землевладельцев. 10 октября 1913 года на дополнительных выборах от общего состава выборщиков Черниговской губернии был избран на место С. Н. Розенбаха. Входил во фракцию центра, а с 1915 года — и в Прогрессивный блок. Состоял членом комиссий: по исполнению государственной росписи доходов и расходов, по запросам, по направлению законодательных предположений, продовольственной, о собраниях, по переселенческому делу, финансовой и сельскохозяйственной.
Судьба после 1917 года неизвестна. Был женат на Анне Ивановне Щегловитовой (1895—1970), дочери министра юстиции И. Г. Щегловитова. В эмиграции Анна Ивановна вышла замуж за медика К. К. Лозина-Лозинского.